# IC 1665
IC 1665 је тројна звијезда у сазвјежђу Андромеда која се налази на листи објеката дубоког неба у Индекс каталогу.
Деклинација објекта је + 34° 42' 6" а ректасцензија 1h 17m 45,0s.